# Karżniczka
Karżniczka est une localité polonaise de la gmina rurale de Damnica située dans le powiat de Słupsk en voïvodie de Poméranie. Elle se trouve à environ 17 km à l'est de Słupsk et 90 km à l'ouest de la capitale régionale Gdańsk.

## Géographie

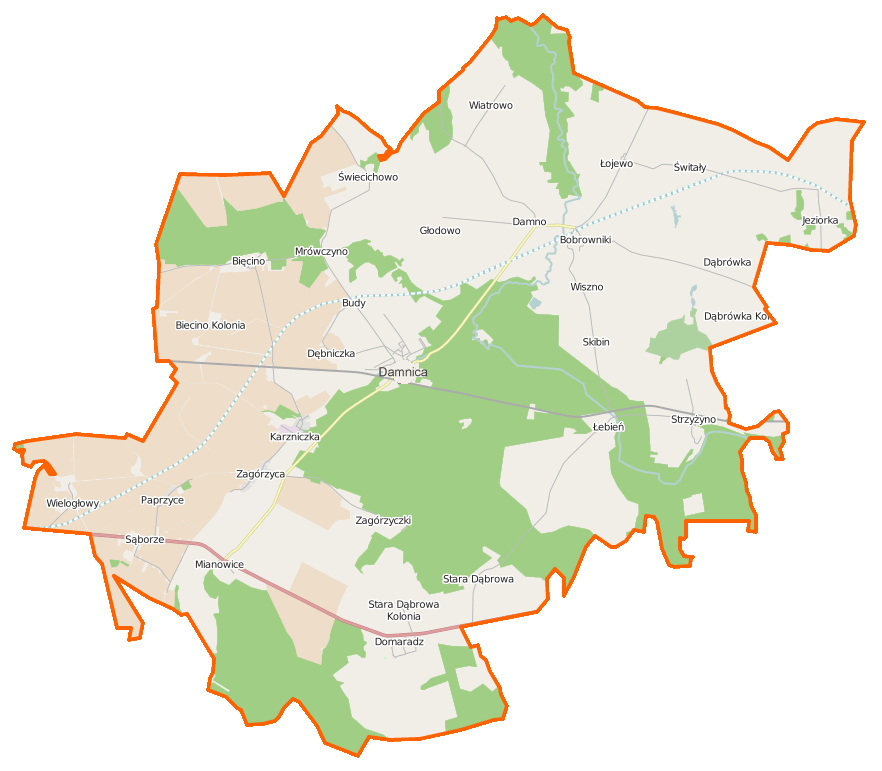
Carte de la gmina de Damnica.